# Cyrtodesmus confluentus
Cyrtodesmus confluentus är en mångfotingart som beskrevs av Loomis 1964. Cyrtodesmus confluentus ingår i släktet Cyrtodesmus och familjen Cyrtodesmidae. Inga underarter finns listade i Catalogue of Life.